# Gaspreisbremse
Die Gaspreisbremse ist eine Subvention zur Abfederung der Preissteigerungen bei Erdgas und Fernwärme. Sie soll wirtschaftliche und soziale „Auswirkungen des russischen Angriffskrieges gegen die Ukraine“ abmildern. Analog wurde die Strompreisbremse geschaffen.
Die Gaspreisbremse mit ihren jeweiligen Maßnahmen kann als Teil einer Marktregulierung verstanden werden.

## Entlastungen

### DeutschlandDeutschland
Unter der Gaspreisbremse werden staatliche Programme zur Abfederung von Preissteigerungen beim Bezug und der Nutzung von Gas und Fernwärme verstanden (§ 26a Abs. 1 Nr. 1 des Stabilisierungsfondsgesetzes). Die Entlastungen werden überwiegend durch das Erdgas-Wärme-Preisbremsengesetz vom 20. Dezember 2022 (BGBl. I S. 2560) geregelt.

#### Gaspreisbremse
Zur Entlastung der Gaskunden wurde einen staatlicher Transfer (Verrechnung auf Abschlagszahlungen ab dem 1. März 2023, aber rückwirkende Zahlungen zum 1. Januar 2023) beschlossen.
Dieser Transfer berechnet sich als Produkt zweier Komponenten: Erstens der Differenz zwischen dem tatsächlichen vertraglich vereinbartem Arbeitspreis und einem Zielpreis von
- 12 ct pro kWh für Gas
- 9,5 ct pro kWh für Fernwärme

und zweitens einem Kontingent von 80 % des Verbrauchs des Jahres 2021. Das Produkt beider Komponenten wird als verbrauchsunabhängiger Transfer der Gasrechnung gutgeschrieben. Die Gasrechnung kann dabei aber nicht negativ werden.
Für Industriekunden gelten 7 ct für Gas bzw. 7,5 ct für Wärmeverbrauch bei einem Kontingent von 70 % des historischen Verbrauchs. Bei der Industrie kommen Abgaben, Umlagen und Steuern dazu, weshalb am Ende auch ca. 12 Cent für Gas erreicht werden.

#### Gesetz und Finanzierung
Die Gas- und Wärmepreisbremse wollte der Bund im Rahmen des 200-Milliarden-Euro-Abwehrschirms aus Mitteln des Wirtschafts- und Stabilisierungsfonds (WSF) finanzieren. Die Regelung sollte Ende April 2024 enden. Nachdem jedoch das Bundesverfassungsgericht im November 2023 das Vorgehen bei der Umschichtung von zur Bekämpfung der Coronapandemie-Notlage vorgesehener, aber nicht verbrauchter Gelder in den WSF für verfassungswidrig erklärt hatte, entschied Finanzminister Lindner, eine Haushaltssperre für Auszahlungen aus dem WSF zu verhängen und den Fonds zum Jahresende 2023 zu schließen. Er erklärte, die Strompreis- und Gaspreisbremse ebenfalls bereits zu diesem Zeitpunkt auslaufen zu lassen.

#### Dezember-Abschlag
Der Bund zahlt den Dezember-Abschlag für Erdgas und Fernwärme für Haushalte und kleinere bis mittlere Unternehmen mit weniger als 1,5 Mio. kWh Gasverbrauch im Jahr. Darüber hinaus sind berechtigt: Einrichtungen der Pflege, Vorsorge, Reha und Eingliederungshilfe und Bildung, Wissenschaft, Forschung und für Kinder bzw. Jugendliche und Behindertenwerkstätten.
Die mit dem kostenlos bezogenen Erdgas hergestellte Wärme oder Strom darf nicht verkauft werden.

#### Kritik
Das Gesetz wurde von der Partei Die Linke kritisiert als „sozial ungerecht, unökologisch“ und aufgrund der „Milliarden Subventionen an die Industrie ohne nennenswerte Gegenleistung“. Sie forderte eine „Übergewinnsteuer für Kriegsgewinnler“ wie in vielen anderen Staaten sowie einen „Energie-Soli für Reiche“. Die AfD befürchtet, die Subventionen drohen ein bürokratischer Moloch zu werden, der zudem die Schulden für kommende Generationen weiter in die Höhe treibt.

#### Andere Heizungsarten
Für Härtefälle mit anderen Heizungsarten, wie Öl und Pellets, gibt es einen einmaligen Zuschuss von bis zu 2000 Euro.

#### Energiepauschale
Die Gaspreisbremse wird durch eine Energiepreispauschale ergänzt.

#### Mehrwertsteuersenkung
Für Erdgas, Fernwärme und Flüssiggas gab es von Oktober 2022 bis März 2024 eine Senkung der Mehrwertsteuer von 19 % auf 7 %.

### OsterreichÖsterreich
Um keine falschen Anreize zu setzen, verzichtet die Regierung auf eine Subvention des Gasbezugs.
Für das untere Einkommensdrittel ist ein einmaliger Heizkostenzuschuss zwischen 200 und 400 Euro je Haushalt geplant, unabhängig von der Heizungsart.

### SchweizSchweiz
Eine Gaspreisbremse ist nicht geplant. (Stand Dezember 2022)

### FrankreichFrankreich
Frankreich hat die Erdgaspreise bis Ende 2022 auf dem Stand von Oktober 2021 eingefroren. Haushalte mit geringem Einkommen <10.800 € erhalten vom Staat einen Gutschein von 200 Euro für den Energieversorger, bei mittlerem Einkommen <17.400 € von 100 Euro.[veraltet] Im folgenden Jahr sollen die Preise ähnlich gedrückt werden.
Kritisiert wird der geringe Anreiz zum Sparen, weshalb die Regierung warnte, es könne im Winter einen Gasstop für Unternehmen geben. Die Kosten für 2022 werden mit 16 Mrd. Euro beziffert.

### NiederlandeNiederlande
Bei Erdgas erhält jeder Haushalt im November und Dezember 2022 eine pauschale Erstattung von 190 Euro auf der Gasrechnung.
Ab dem Jahr 2023 werden pro Haushalt jährlich 1.200 m³ Erdgas für einen gedeckelten Preis von 1,45 €/m³ inkl. Steuern abgegeben. Beim dort üblichen L-Gas mit 10 kWh/m³ entspricht das ca. 12.000 kWh und 0,14 €/kWh. Der aktuellen Marktpreis liegt bei 3,66 €/m³.
Dieses Kontingent wurde als relativ hoch und unabhängig von der Wärmedämmung kritisiert.
Für Haushalte mit sehr geringem Einkommen gab es eine Einmalzahlung von 1.300 €, außerdem wurde der Mindestlohn erhöht.
Die Mehrwertsteuer für Energie wurde bis Ende 2022 von 21 % auf 9 % gesenkt.

### SpanienSpanien
Hier gibt es einen Preisdeckel für Gas zur Stromproduktion, was den Großhandelspreis für Strom dämpft. Aber dadurch ist der Gasverbrauch gestiegen und im Jahr 2022 wird erstmals Strom nach Frankreich exportiert.
Die Mehrwertsteuer für Energie wird Oktober bis Dezember 2022 von 21 % auf 5 % gesenkt.

### ItalienItalien
Stand September 2022 gab es in Italien keinen Zuschuss.

### PolenPolen
Polen importierte bis April 2022 die Hälfte seiner hochkalorischen Kohle aus Russland, was die Kosten für die Vielen mit Kohle heizenden Haushalte stark erhöhte. Jeder Haushalt mit Kohlefeuerung erhält eine einmalige Zahlung über 3,000 Złoty (630 Euro), solche mit Holz und LPG eine geringere Zahlung.

### Europäische Union
Nach langem Ringen einigten sich die EU-Energieminister am 19. Dezember 2022 auf eine Gaspreisbremse. Von Mitte Februar 2023 kann es Gashändlern  und Gasversorgern verboten sein, an Börsen Verträge jenseits einer bestimmten Grenze  abzuschließen. Der Preisdeckel wird konkret ausgelöst, wenn der Preis am virtuellen niederländischen Handelsplatz TTF drei Tage in Folge 180 Euro pro Megawattstunde überschreitet und gleichzeitig 35 Euro höher ist als der internationale Preis für Flüssiggas (LNG).
Ein Gesetzentwurf der EU-Kommission von Mitte November sah eine Obergrenze von 275 Euro je Megawattstunde vor. Das war der Mehrheit der EU-Regierungen zu großzügig, um Kunden wirkungsvoll vor explodierenden Energiepreisen schützen zu können. Der Deckel kann jedoch ausgesetzt werden, wenn es zu Engpässen in der Gasversorgung kommt. Der Gaspreisdeckel hat gegenüber pauschalen Zahlungen an die Verbraucherhaushalte den Vorteil, dass er inflationsdämpfend wirken dürfte.
Weitere von der EU geplante Maßnahmen sind z. B.:
- 5 % Verpflichtung zur Senkung der Stromnachfrage in Spitzenpreiszeiten
- 15 % Ziel zur Senkung der Gasnachfrage
- 92 % Füllstand der Gasspeicher in der EU
- Einsparungen
- Neue Gasspeicher-Vorschriften
- Gemeinsamer Energieeinkauf
- Niedrigere Rechnungen (Abschläge) für Haushalte und Unternehmen in Europa
- Festigung der Solidarität innerhalb der EU
- Investitionen in die Infrastruktur
- Beschleunigter Ausbau erneuerbarer Energien
- Unterstützung von Haushalten und Unternehmen

Unter dem Plan REPowerEU, sollen die folgenden Ziele verwirklicht werden:
- Senkung des Energieverbrauchs
- Erzeugung sauberer Energie
- Diversifizierung der europäischen Energieversorgung